# Jurij Schuchewytsch

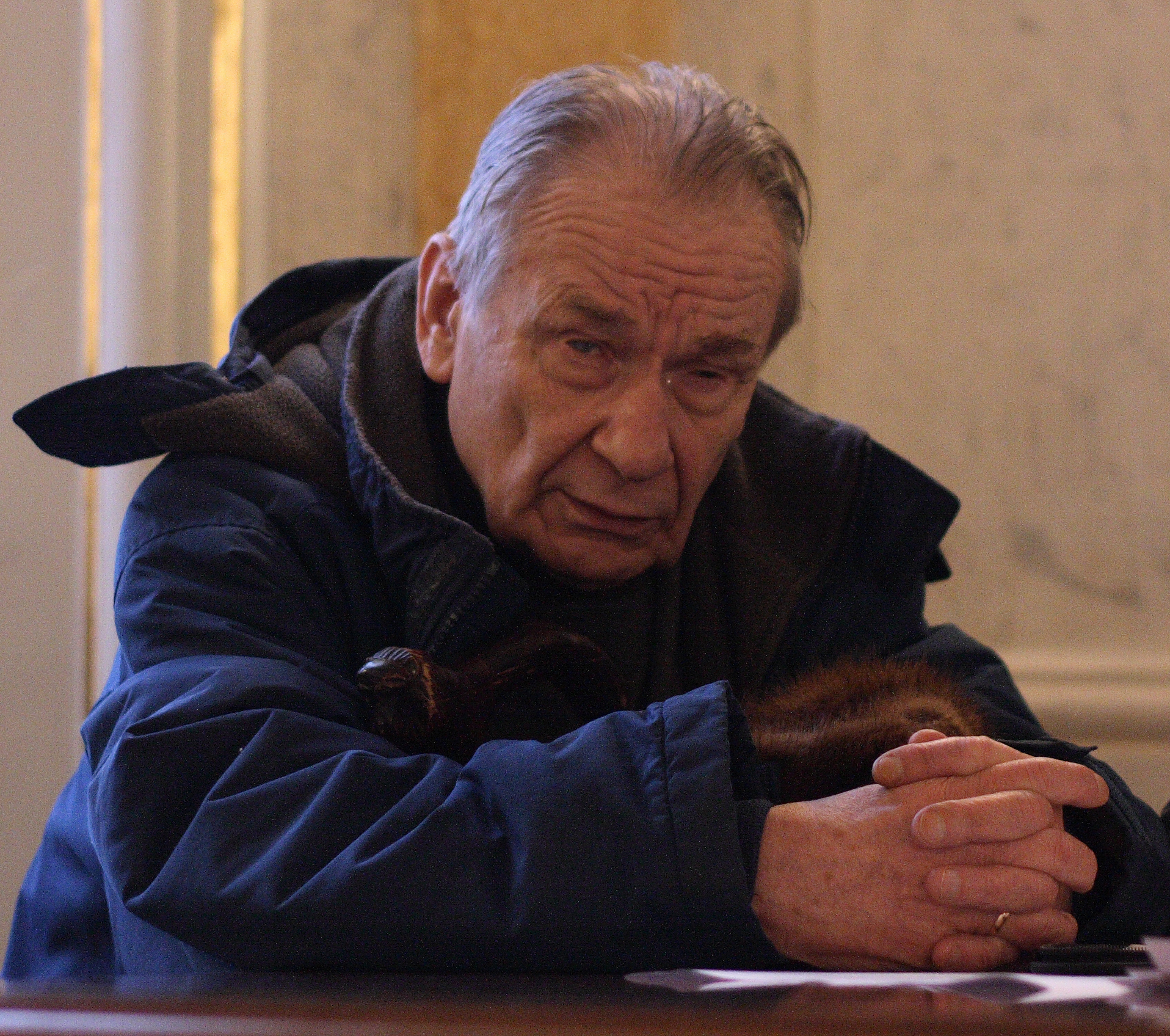
Jurij Schuchewytsch 2010

Jurij-Bohdan Romanowytsch Schuchewytsch (ukrainisch Юрій-Богдан Романович Шухевич; * 28. März 1933 in Ohladów, Woiwodschaft Lwów, Polen; † 21. November oder 22. November 2022 in Deutschland) war ein sowjetischer politischer Gefangener und ukrainischer Politiker. Er war von 1990 bis 1994 und von 2005 bis 2014 Vorsitzender der ukrainischen  Partei UNA-UNSO.

## Leben

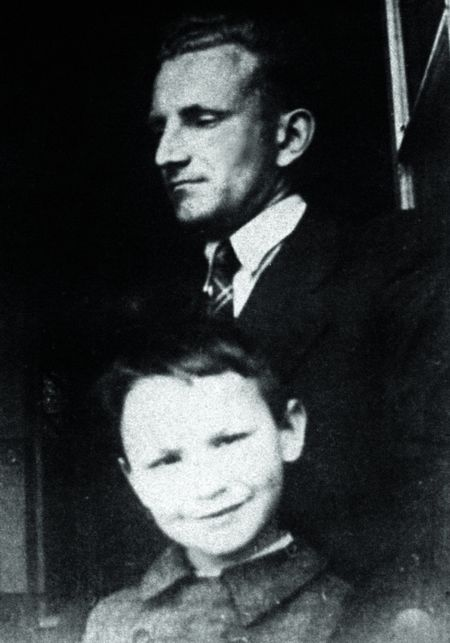
Jurij Schuchewytsch mit seinem Vater Roman Schuchewytsch in den 1940er Jahren

Jurij Schuchewytsch kam in Ohljadiw (heute im Rajon Radechiw, Oblast Lwiw, Ukraine), als Sohn des Politikers und Generals der Ukrainischen Partisanenarmee (UPA) Roman Schuchewytsch zur Welt. Er lebte von 1939 bis 1941 in Krakau und im Anschluss, bis zum Einmarsch der Roten Armee 1944, in Lviv.Dann wurde seine Mutter, seine Schwester und er vom NKWD verhaftet und er mit seiner Schwester, als „Kind eines Volksfeindes“ zuerst in ein Kinderheim in Tschernobyl und 1946 in ein Waisenhaus in Stalino eingeliefert. 1950 verbrachte man ihn kurzzeitig wieder in die Westukraine, damit er seinen am 5. März 1950 durch die sowjetische MGB 5 getöteten Vater identifizieren konnte.
Als Erwachsener wurde er wegen des Vorwurfs der Durchführung von „antisowjetischer Agitation und Propaganda“ weiter von sowjetischen Behörden verfolgt und verbrachte insgesamt 46 Jahre seines Lebens in Waisenhäusern, politischer Haft und der Verbannung. Trotzdem hatte Schuchewytsch schon in dieser Zeit eine aktive Rolle in der ukrainischen Befreiungsbewegung und wurde im Februar 1977 Mitglied der ukrainischen Helsinki-Gruppe. Einen Brief, den er 1973 an die Vereinten Nationen schrieb, führte zu einer einjährigen Haftverlängerung. Von 1972 bis 1979 war er Gefangener im Gefängnis Wladimirowka und von 1979 bis 1983 saß er in einem Gefängnis in der tatarischen ASSR ein. Anschließend wurde Schuchewytsch, nachdem er aufgrund der strengen Haftbedingungen sein Sehvermögen vollständig verloren hatte, zwangsweise in einem Behindertenheim in der Oblast Tomsk untergebracht.
Schuchewytsch kehrte, nachdem er die Erlaubnis zur Rückkehr in die Ukraine erhielt, im Oktober 1989 in die Ukraine zurück, ließ sich in Lviv nieder und wurde, trotz seines schlechten Gesundheitszustandes, sofort wieder politisch aktiv. Auf Einladung von internationalen Menschenrechtsorganisationen und der ukrainischen Diaspora besuchte er nach der ukrainischen Unabhängigkeit 1991 Westeuropa, die USA und Kanada.
Am 30. Juni 1990 war Schuchewytsch Mitgründer der Ukrainischen Überparteilichen Versammlung (Ukrajinska Mischpartyjna Asambleja „UMA“) und wurde im gleichen Jahr der erste Parteivorsitzende der nationalistischen  Partei UNA-UNSO. Den Parteivorsitz gab er am 7. August 1994, nachdem sich sein Verhältnis zur Parteispitze verschlechtert hatte, ab und zog sich vorerst aus dem aktiven politischen Leben weitgehend zurück. 2005 kehrte er in die Politik zurück und wurde am 15. Oktober 2005 erneut zum Vorsitzenden der UNA-UNSO gewählt. Am 28. September 2014 wurde er als Vorsitzender abgesetzt, weil er bei der Parlamentswahl in der Ukraine 2014 für die Radikale Partei Oleh Ljaschkos antrat. Nachdem diese bei der Wahl 22 Mandate erhalten hatte, wurde er als Nummer 5 der Parteiliste der Radikalen Partei Oleh Ljaschko unabhängiger Abgeordneter der Werchowna Rada.
Im Februar 2014 unterzeichnete Schuchewytsch eine Petition, die russische Sprache und die Lebensweise der russischsprachigen Bürger der Ukraine zu respektieren.

## Ehrungen
Im August 2006 ernannte der ukrainische Präsident Wiktor Juschtschenko Schuchewytsch wegen Zivilcourage, langfristigen sozio-politischen und Menschenrechtsaktivitäten im Namen der Unabhängigkeit der Ukraine zum Held der Ukraine.